# Arálie
Arálie (Aralia), česky též aralka, je rod rostlin z čeledi aralkovité. Jsou to vytrvalé byliny i dřeviny se složenými střídavými listy a drobnými květy nejčastěji v okolících, skládajících složená květenství různých typů. Plodem je bobule. Květy jsou opylovány hmyzem, semena rozšiřují ptáci. Rod zahrnuje asi 75 druhů a je rozšířen v temperátní až tropické Asii a Americe.
Některé dřevnaté i bylinné druhy jsou pěstovány jako okrasné rostliny. V České republice se pěstuje zejména arálie štíhlá. Arálie mají také význam v medicíně, poskytují zeleninu a jsou zdrojem dřeva.
Jako arálie bývá často nesprávně označována jiná rostlina z čeledi aralkovité, prodara japonská (Fatsia japonica), pěstovaná jako pokojovka.

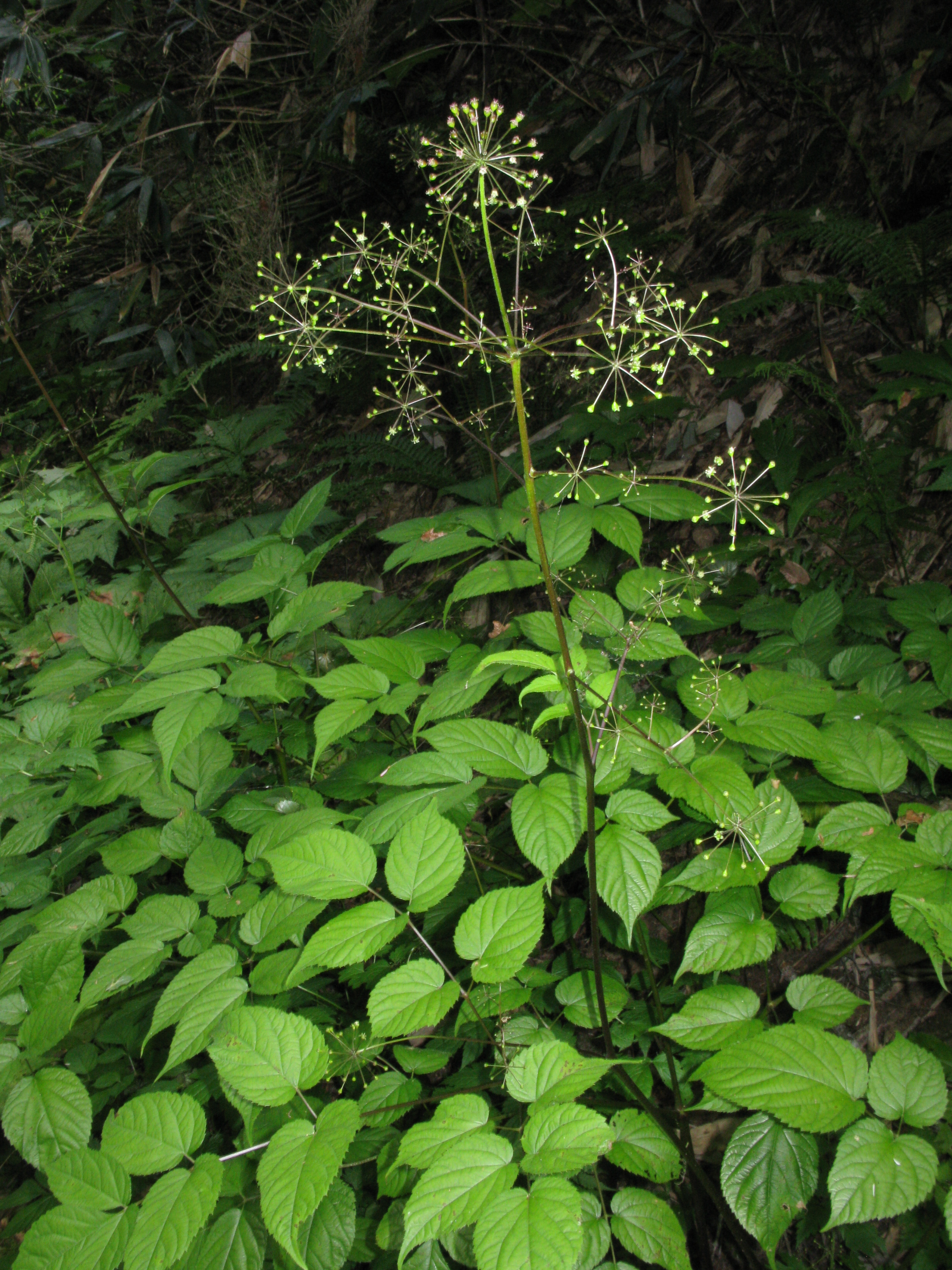
Bylinný druh Aralia glabra

## Popis
Arálie jsou ostnité či bezostné, opadavé nebo stálezelené stromy a keře nebo bezostné vytrvalé byliny s podzemními oddenky, řidčeji i liány (arálie šplhavá). Stromovitá Aralia excelsa z tropické Ameriky dorůstá výšky až 20 metrů. Listy jsou střídavé, 1x až 4x zpeřené, s článkovaným vřetenem, většinou s palisty. Jednotlivé lístky jsou celokrajné, zubaté, jemně pilovité, vroubkované nebo vlnité. Květenství jsou úžlabní nebo vrcholová, latovitá, chocholíkovitá nebo okolíkovitá, složená z kulovitých okolíků nebo řidčeji z hlávek či hroznů. Květní stopky jsou pod semeníkem článkované. Koruna i kalich jsou pěti až dvanáctičetné. Kališní lem nese 5 zoubků. Tyčinek je 5 až 12. Semeník je spodní, srostlý z 5 až 12 plodolistů (u některých zástupců je počet plodolistů vlivem aborce redukovaný na 3). Čnělek je 5 a jsou volné nebo na bázi či po celé délce srostlé a tvořící sloupek. Plodem je kulovitá nebo hranatá bobule obsahující zploštělá semena.

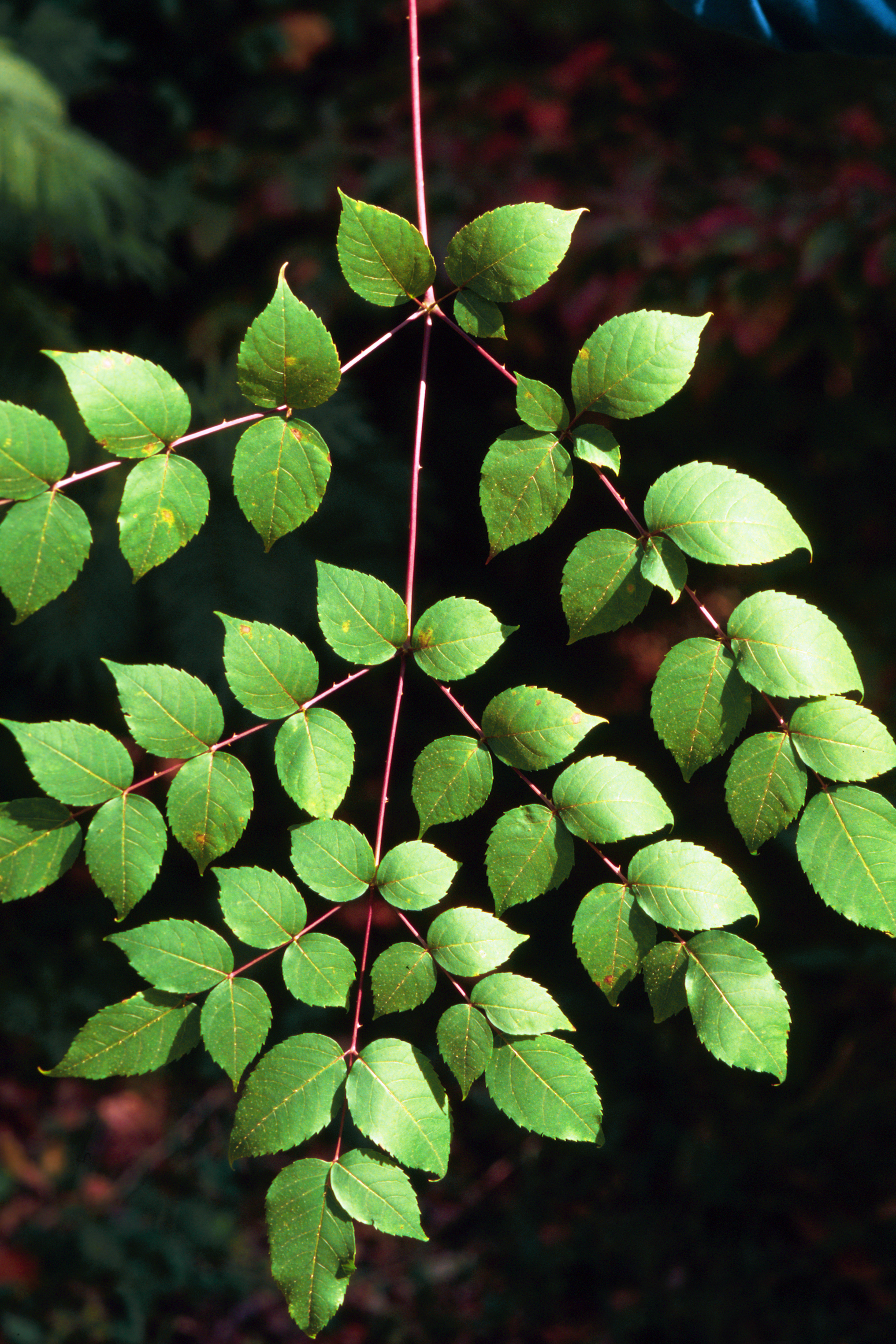
List arálie ostnité
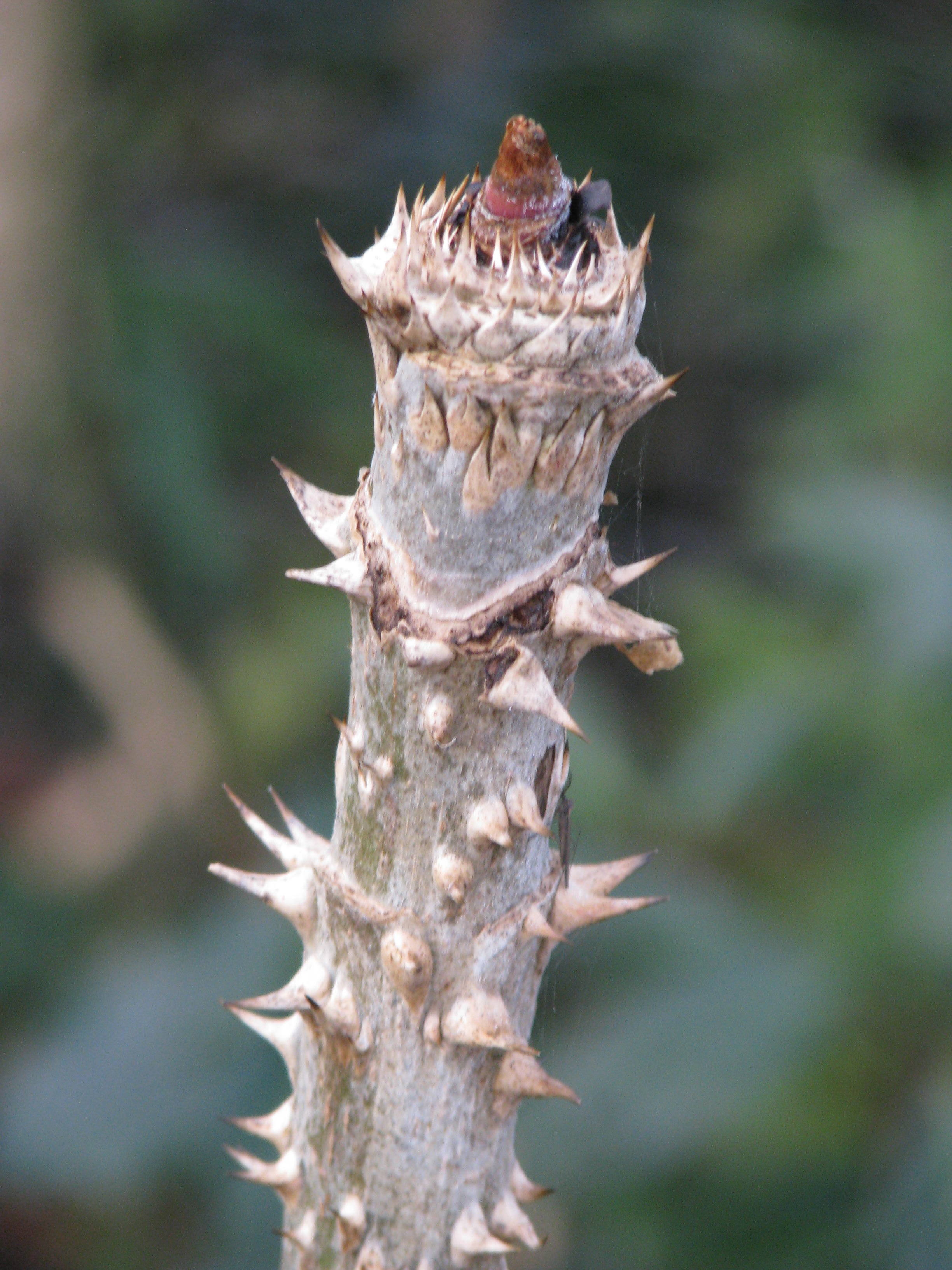
Vrchol stonku Aralia echinocaulis
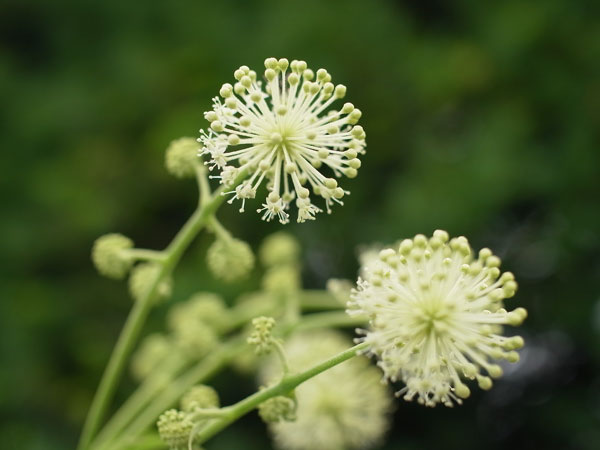
Detail květenství arálie srdčité
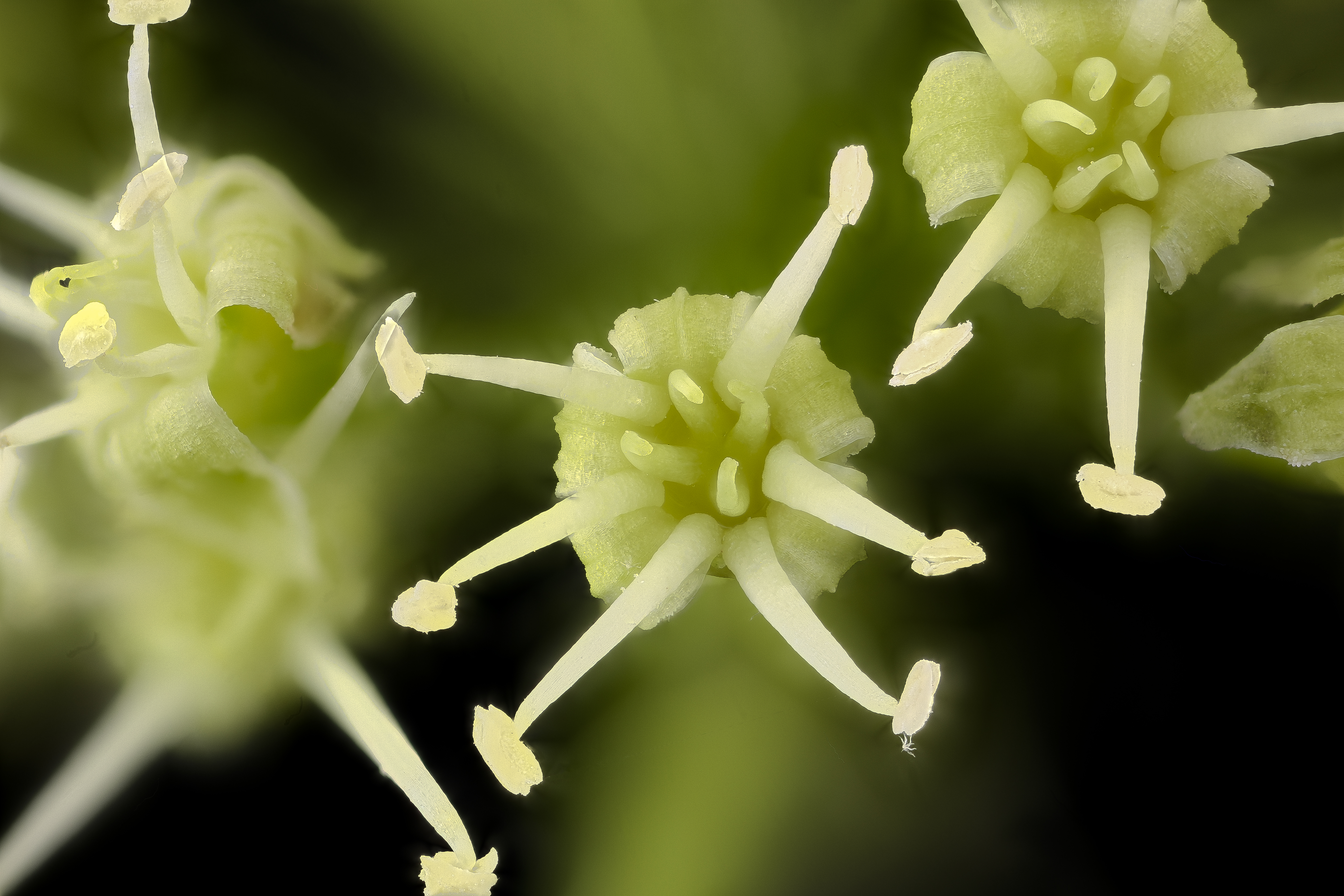
Detail květů arálie nahé
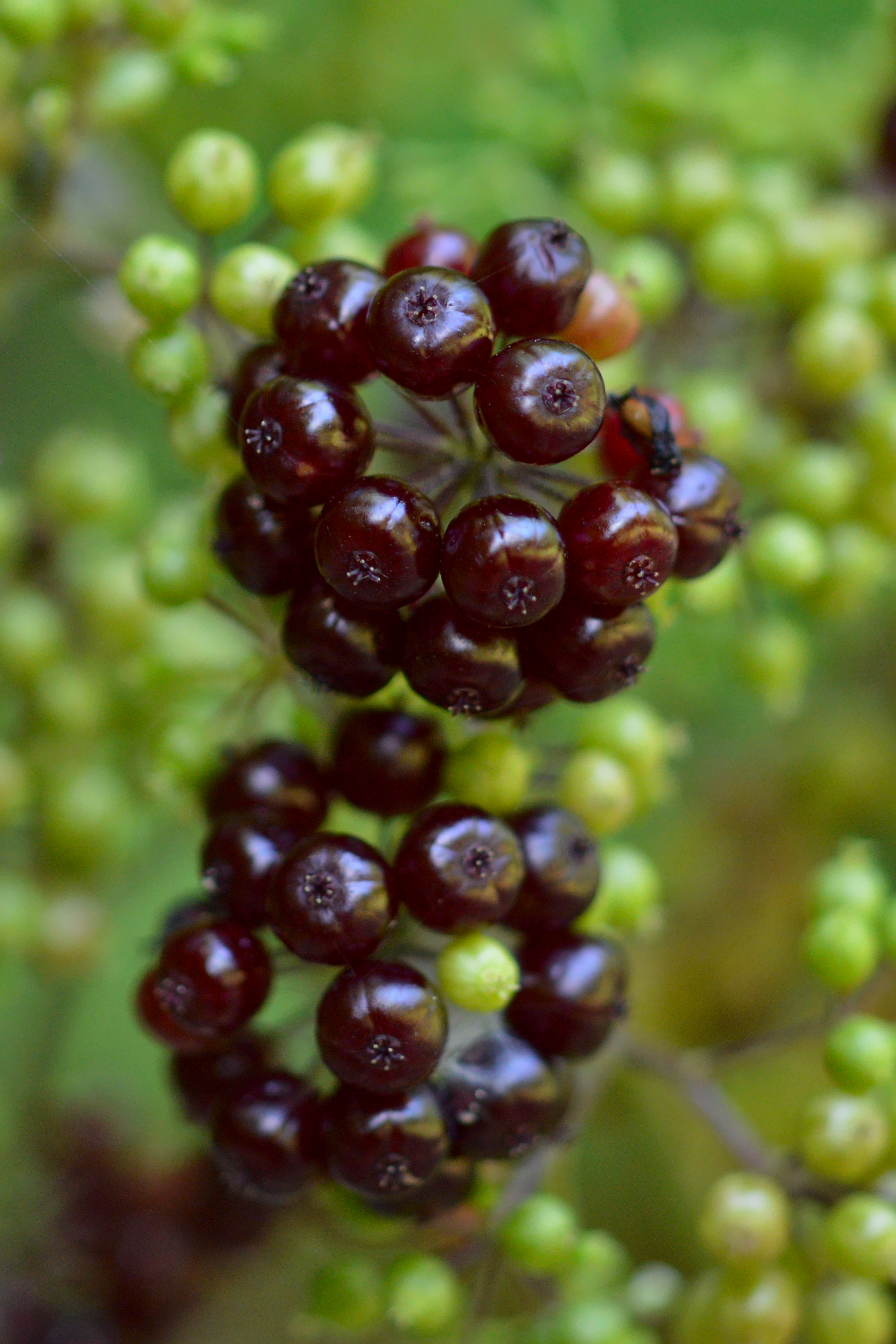
Plodenství arálie hroznovité

## Rozšíření
Rod arálie zahrnuje asi 75 druhů. Je rozšířen v Asii a Americe. V Asii sahá jeho areál od Afghánistánu přes Indický poloostrov a Čínu po ruský Dálný východ a Japonsko a přes Indočínu a jihovýchodní Asii po Novou Guineu. V Americe sahá areál od severní Kanady přes celé Spojené státy americké a Střední Ameriku po severní Argentinu a Paraguay. Chybí v Amazonii. Největší počet druhů roste ve východní a jihovýchodní Asii. V jihovýchodní Asii rostou zejména v horských lesích až do nadmořských výšek okolo 3000 metrů, některé druhy i v nížině nebo naopak nad hranicí lesa.
Sezónně opadavý druh Aralia warmingiana tvoří jednu ze složek stromového patra subtropických lesů v oblasti jižní Brazílie, Paraguaye a severovýchodní Argentiny. Řada druhů z Latinské Ameriky jsou pionýrské dřeviny, osídlující mýtiny, opuštěná pole, narušená místa a podobně. Arálie mandžuská je charakteristickou pionýrskou dřevinou Dálného východu.

## Ekologické interakce
Květy arálií jsou opylovány hmyzem.
Květy Aralia hispida jsou opylovány zejména čmeláky. V první fázi po rozvinutí květenství jsou květy pouze samčí a mají krátké, k sobě přitisklé čnělky. Později květy přecházejí do samičí fáze, při níž se čnělky od sebe rozestupují a blizny se stávají receptivními. Po vykvetení hlavního květenství se rozvíjejí květenství dalších řádů a proces se opakuje. Tento mechanismus zabraňuje samoopylení. Semena jsou podobně jako u jiných aráliovitých šířena především ptáky, kteří konzumují plody, v určité míře i netopýry.
Na listech arálií se živí housenky některých druhů denních či nočních motýlů. V Severní Americe je to např. modrásek krušinový a můry bekyně velkohlavá (Lymantria dispar), Eupithecia satyrata a Sabulodes caberata. Ve větvích hlodají housenky Papaipema araliae a P. polymniae. V Japonsku se na listech živí housenky můr Ectropis excellens, E. obliqua, Hemithea aestivaria a Phthonosema invenustaria.

## Obsahové látky a jedovatost
Arálie nejsou významně jedovaté rostliny a případy otrav nejsou známy. Hlavními obsahovými látkami jsou triterpenoidní saponiny, známé jako aralosidy. Dále jsou přítomny silice, glykosidy, pryskyřice a cholin.

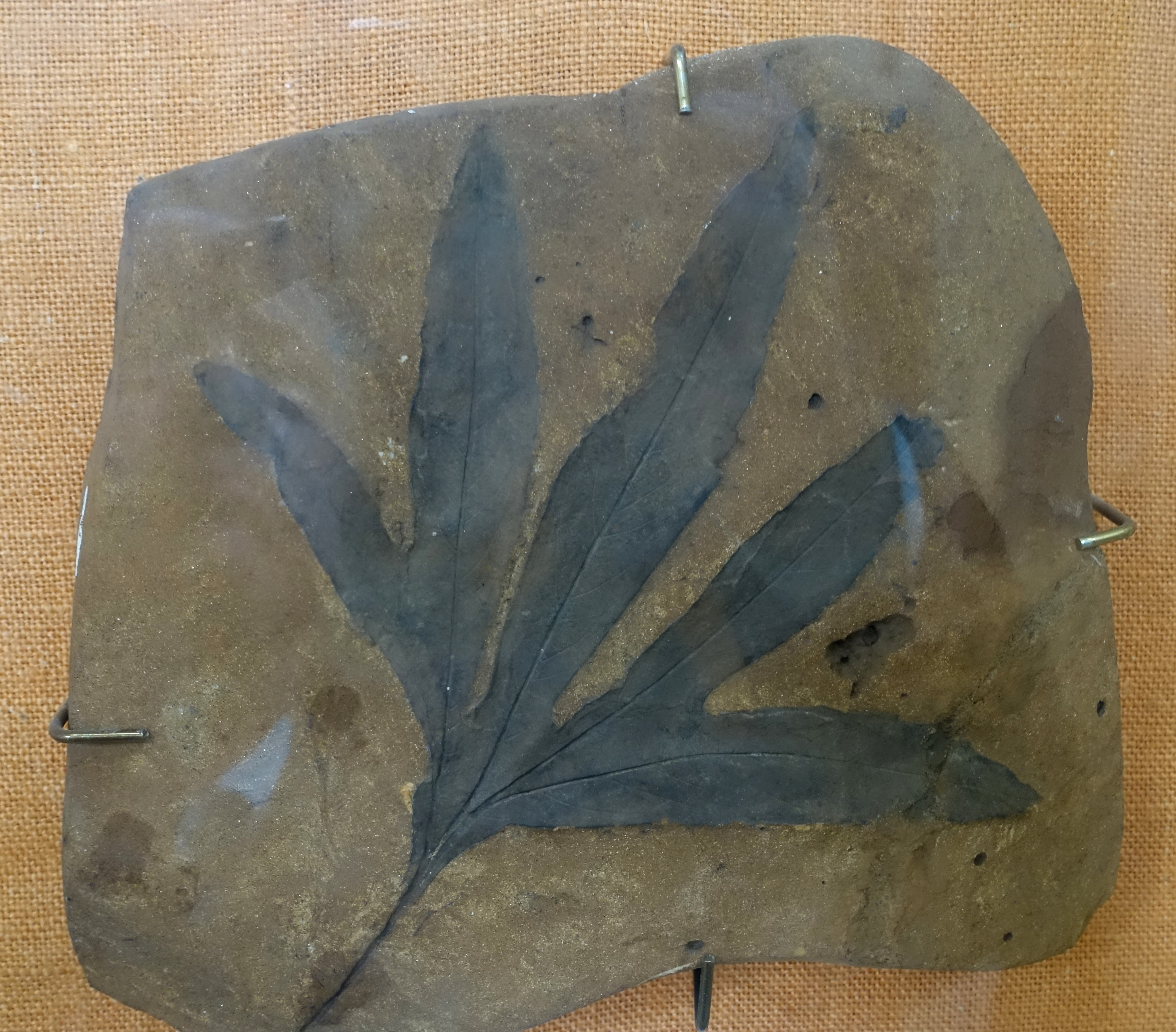
Otisk listu †Aralia saportanea

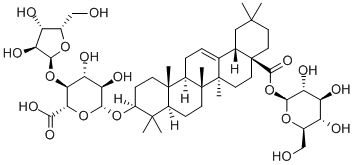
Struktura aralosidu A
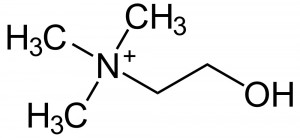
Struktura cholinu

## Prehistorie
Nejstarší známé fosílie rodu Aralia pocházejí z období křídy. Z přelomu svrchní a spodní křídy (alb) pocházejí fosílie druhu †Aralia saportanea. Z Německa byl popsán druh †Aralia antiqua rovněž křídového stáří.

## Taxonomie
Rod Aralia je v rámci čeledi Araliaceae řazen do podčeledi Aralioideae a tribu Aralieae.
Nejblíže příbuzným rodem je dle výsledků fylogenetických studií rod Panax (ženšen), mezi další blízce příbuzné rody patří např. Polyscias a Pseudopanax.
Rod je členěn do 6 sekcí, které jsou podle výsledků fylogenetických studií monofyletické, vztahy mezi nimi však nejsou zcela dořešené. Druhy sekce Pentapanax byly v minulosti řazeny do samostatného stejnojmenného rodu. Rovněž druh Aralia excelsa byl řazen do samostatného monotypického rodu Sciadodendron.

### SekceAralia
- Popis: Vytrvalé větvené byliny s vyvinutým stonkem a krátkými, tlustými podzemními oddenky. Chlupy jsou jednoduché. Listy jednoduše až 3x zpeřené, s palisty. Květy jen 1-2 mm v průměru, pětičetné, v okolících uspořádaných do vrcholových i úžlabních, latovitých nebo okolíkovitých květenství. Plody tmavě purpurové nebo i červené.
- Rozšíření: 14-16 druhů rozšířených ve východní Asii, Himálaji a Severní Americe.
- Přehled druhů: A. apioides, A. atropurpurea, A. bicrenata, A. cachemirica, A. californica, A. continentalis, A. cordata (syn. A. schmidtii, A. taiwaniana), A. fargesii, A. glabra, A. henryi, A. houheensis, A. kansuensis, A. melanocarpa, A. racemosa, A. tibetana, A. yunnanensis (syn. A. fargesii var. yunnanensis).

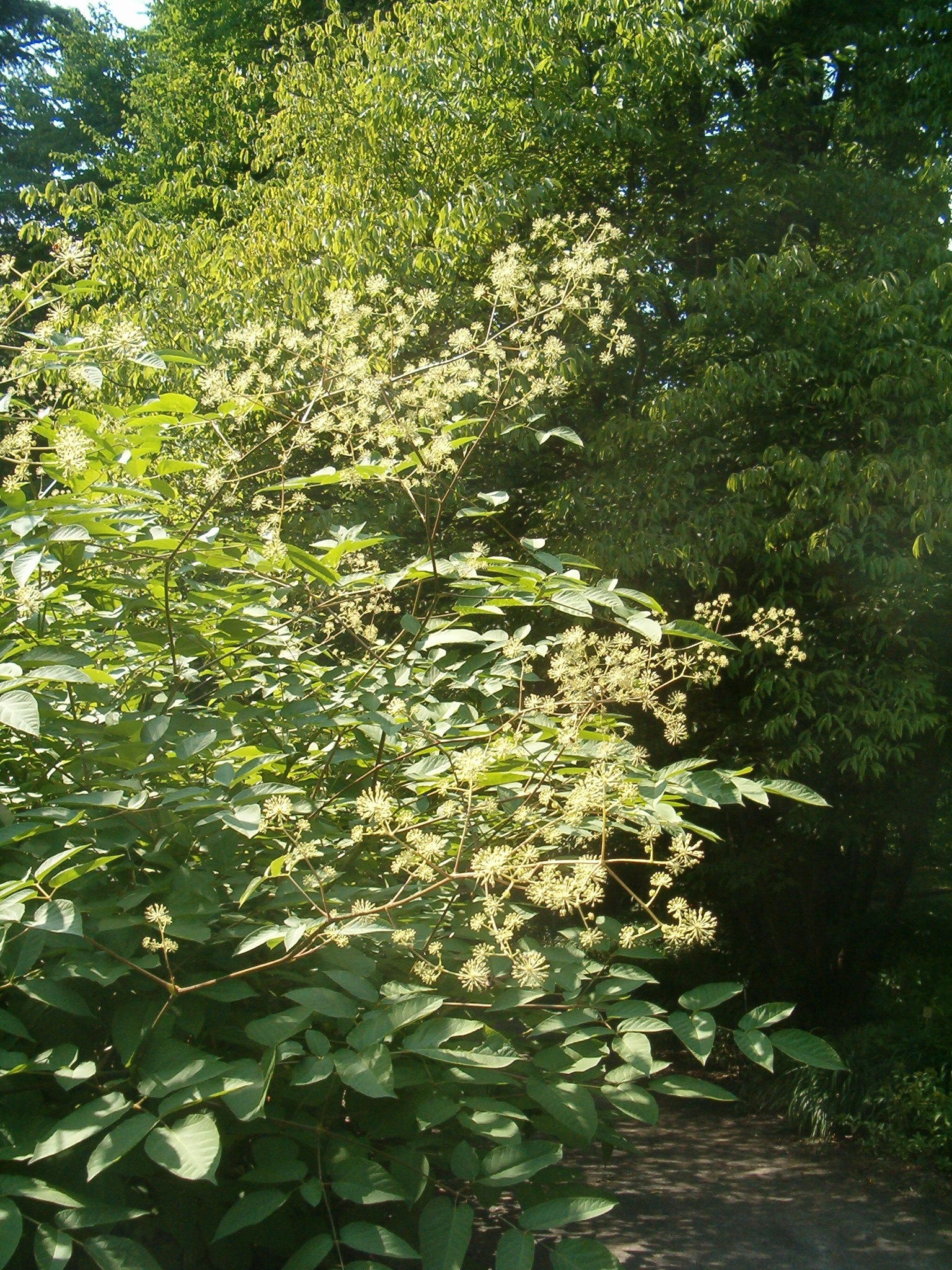
Aralia californica
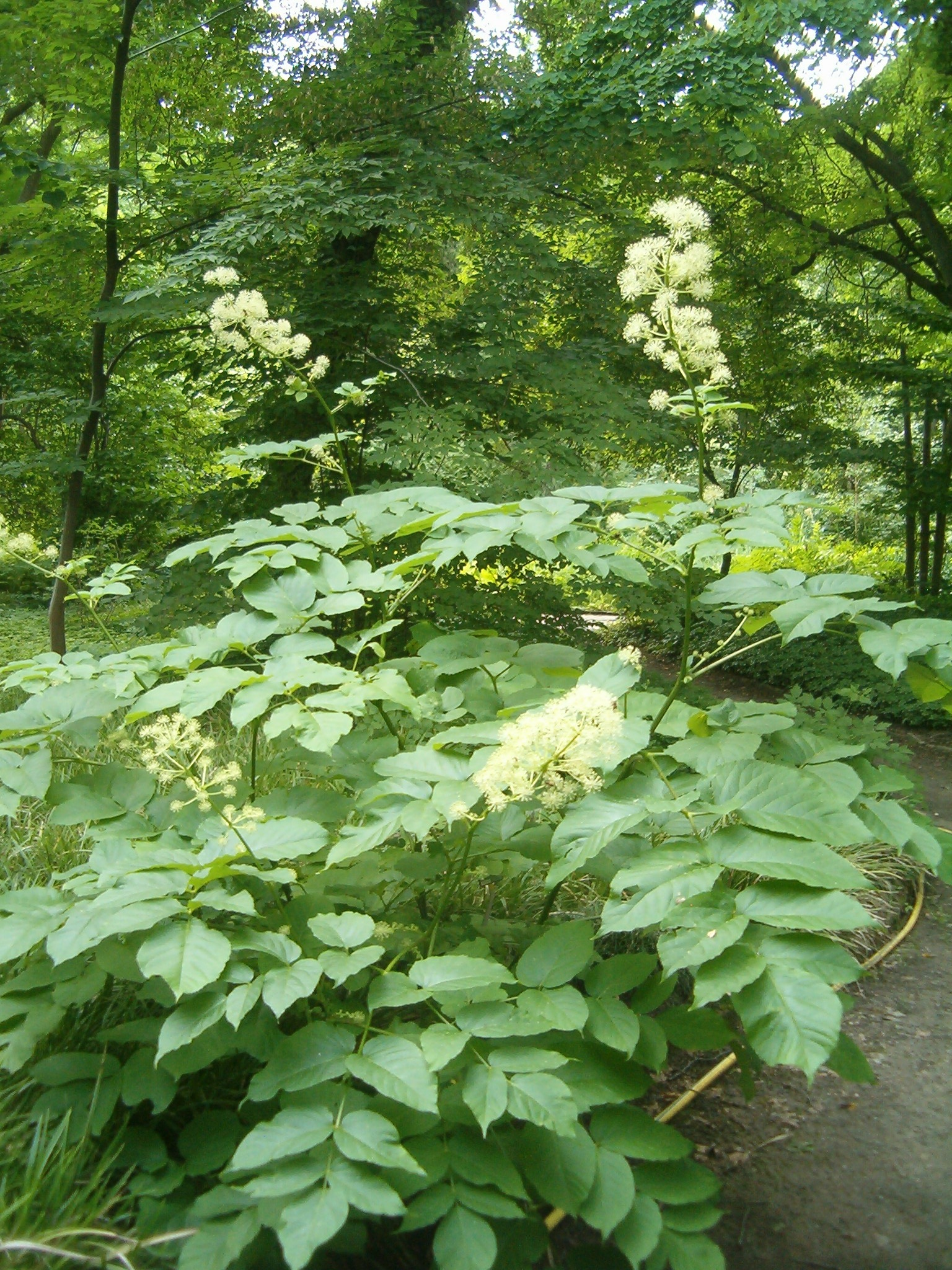
Aralia cordata
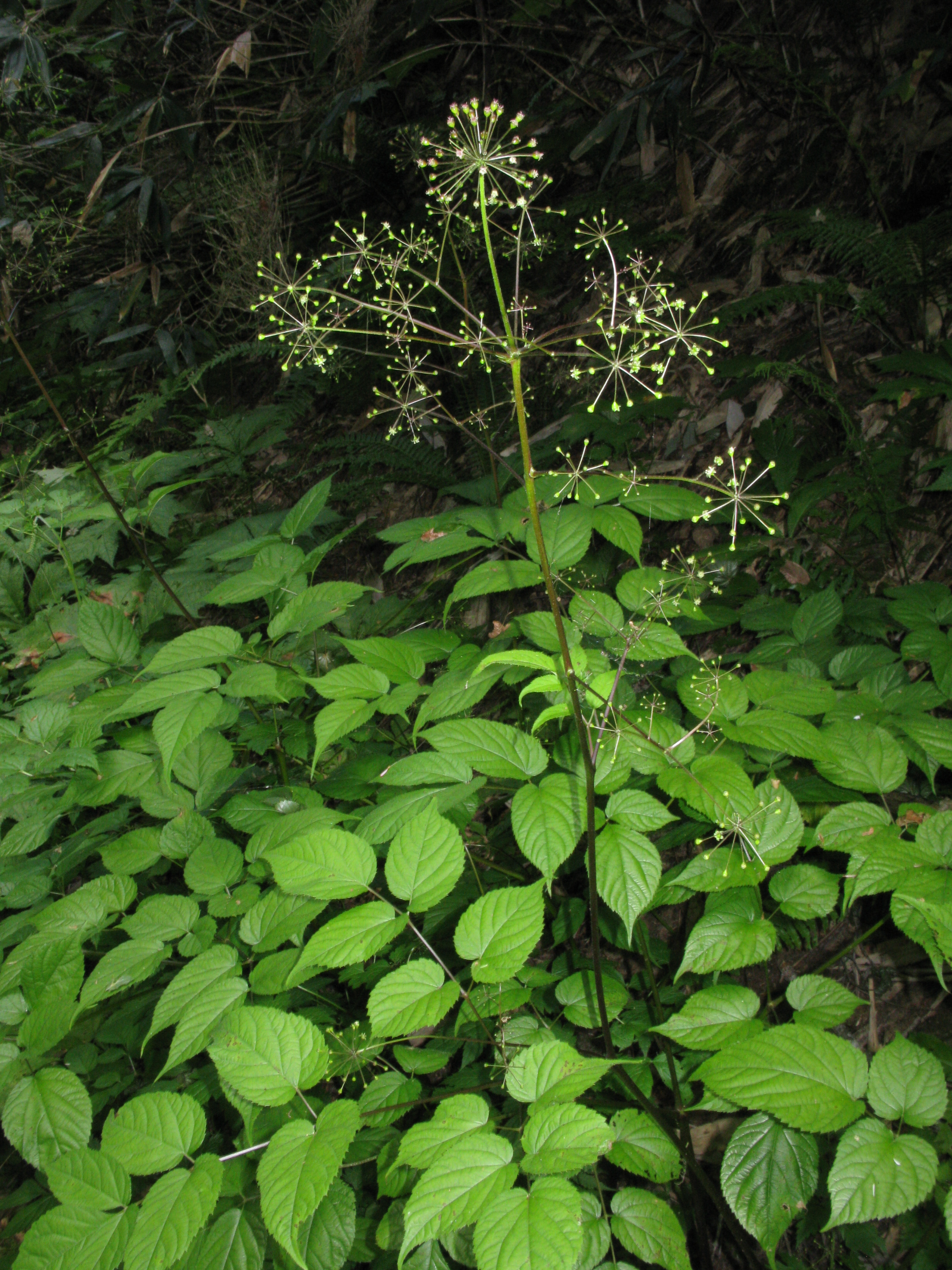
Aralia glabra

### SekceHumiles
- Popis: Bezostné větvené keře s jednoduše nebo 2x zpeřenými listy s palisty. Chlupy na rubu listů větvené. Květy pětičetné nebo řidčeji šestičetné, v okolících skládajících řídké vrcholové laty. Plody tmavě purpurové.
- Rozšíření: 3 druhy v Severní a Střední Americe
- Přehled druhů: A. humilis, A. regeliana, A. scopulorum.

### SekceNanae
- Popis: Dvoudomé byliny bez nadzemního stonku a s dlouhými, vodorovnými oddenky. Listy ternátně složené, vyrůstající z vrcholu oddenku. Chlupy jednoduché (někdy při vrcholu větvené), tenké. Květenství jsou jednotlivé, dlouze stopkaté okolíky, vyrůstající od báze rostliny. Květy pětičetné nebo řidčeji šestičetné, čnělky volné. Plody černopurpurové.
- Rozšíření: 1 druh v Severní Americe
- Přehled druhů: A. nudicaulis.

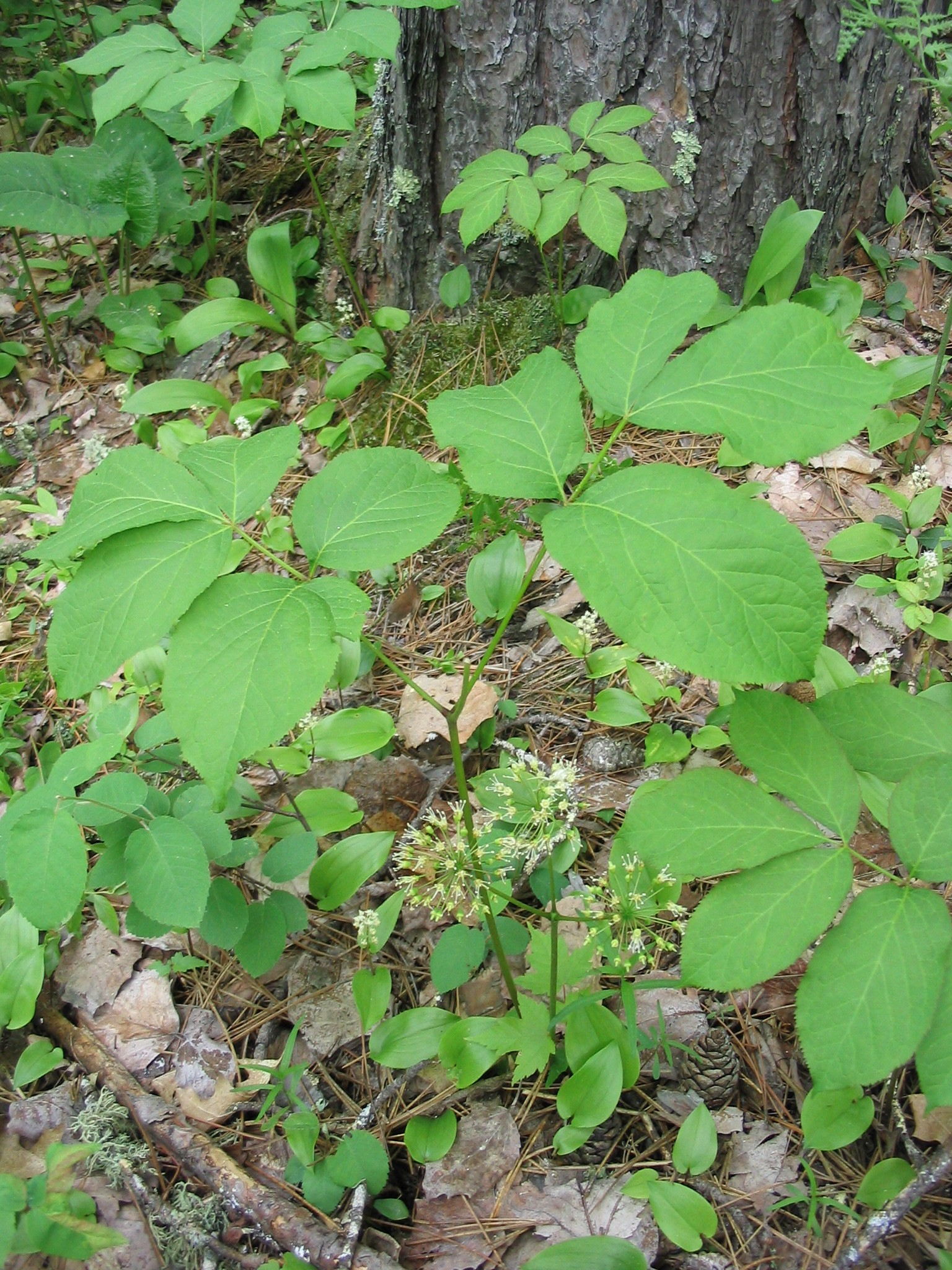
Kvetoucí Aralia nudicaulis

### SekcePentapanax
- Popis: Bezostné, větvené keře a stromy. Listy jsou zpravidla jednoduše zpeřené, výjimečně 2x až 3x zpeřené, s palisty nebo bez nich. Rostliny lysé nebo s jednoduchými chlupy. Květy pětičetné, v okolících nebo hroznech, skládajících vrcholové laty nebo okolíkovité laty. Čnělky jsou většinou přinejmenším na bázi srostlé, výjimečně volné. Plody tmavě purpurové.
- Rozšíření: 19 až 20 druhů. Rozsáhlý areál v Asii od Himálaje a Číny po Indočínu a Indonésii. Centrum druhové diverzity v Číně.
- Přehled druhů: A. caesia, A. castanopsiscola, A. delavayi, A. devendrae, A. franchetii (syn. A. wangshanensis), A. gigantea, A. glabrifoliolata, A. hypoglauca, A. indonesica, A. kingdon-wardii, A. leschenaultii, A. lihengiana, A. parasitica, A. plumosa, A. shangiana, A. stellata, A. subcordata, A. tomentella, A. verticillata, A. wilsonii.

### SekceSciadodendron
- Popis: Bezostné, lysé, větvené stromy a keře s 2x až 4x zpeřenými listy. Květy v okolících skládajících latovitá květenství, která jsou zpravidla nahloučená po několika na vrcholu stonku. Květy pětičetné, šestičetné nebo desetičetné. Čnělky srostlé přinejmenším na bázi. Plody tmavě purpurové.
- Rozšíření: 5 druhů ve Střední a Jižní Americe.
- Přehled druhů: A. bahiana, A. duplex, A. excelsa, A. rex, A. soratensis, A. warmingiana.

### SekceDimorphanthus
- Popis: Ostnité stromy a keře s 2x až 4x zpeřenými listy s palisty. Chlupy jednoduché. Květenství vrcholová, rozměrná, latovitá nebo okolíkovitá, složená z okolíků. Květy pětičetné, čnělky volné nebo na bázi srostlé. Plody temně purpurové až černé.
- Rozšíření: 29 druhů v temperátní a tropické Asii a východních oblastech Severní Ameriky.
- Přehled druhů: A. armata, A. bipinnata, A. dasyphylla, A. dasyphylloides, A. debilis, A. decaisneana, A. echinocaulis, A. elata, A. ferox, A. finlaysoniana, A. foliolosa, A. frodiniana, A. gintungensis, A. hiepiana, A. hispida, A. chinensis, A. malabarica, A. merrillii, A. montana, A. officinalis, A. scaberula, A. searelliana, A. spinifolia, A. spinosa, A. stipulata, A. thomsonii, A. undulata, A. urticifolia, A. vietnamensis.[2]

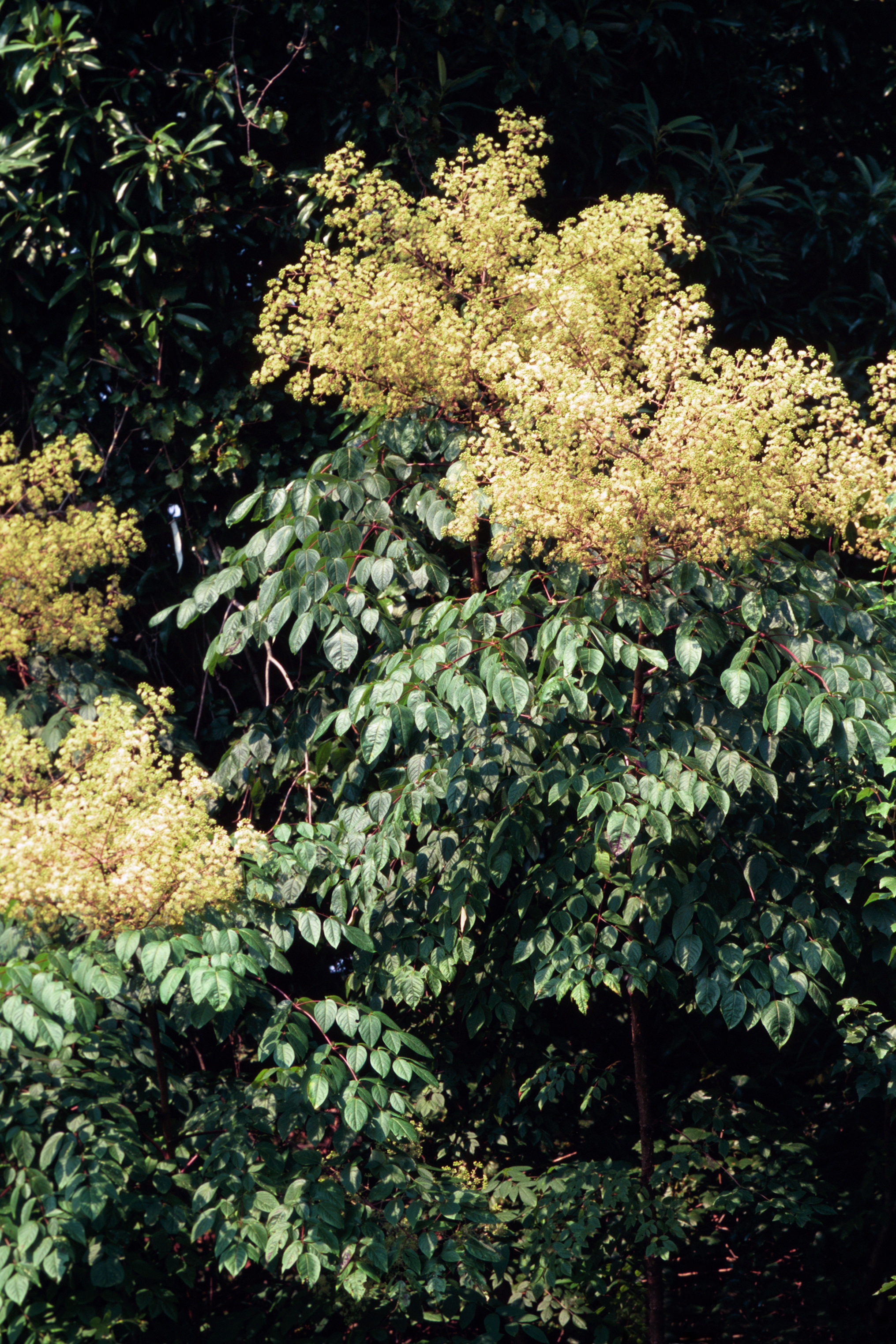
Aralia spinosa
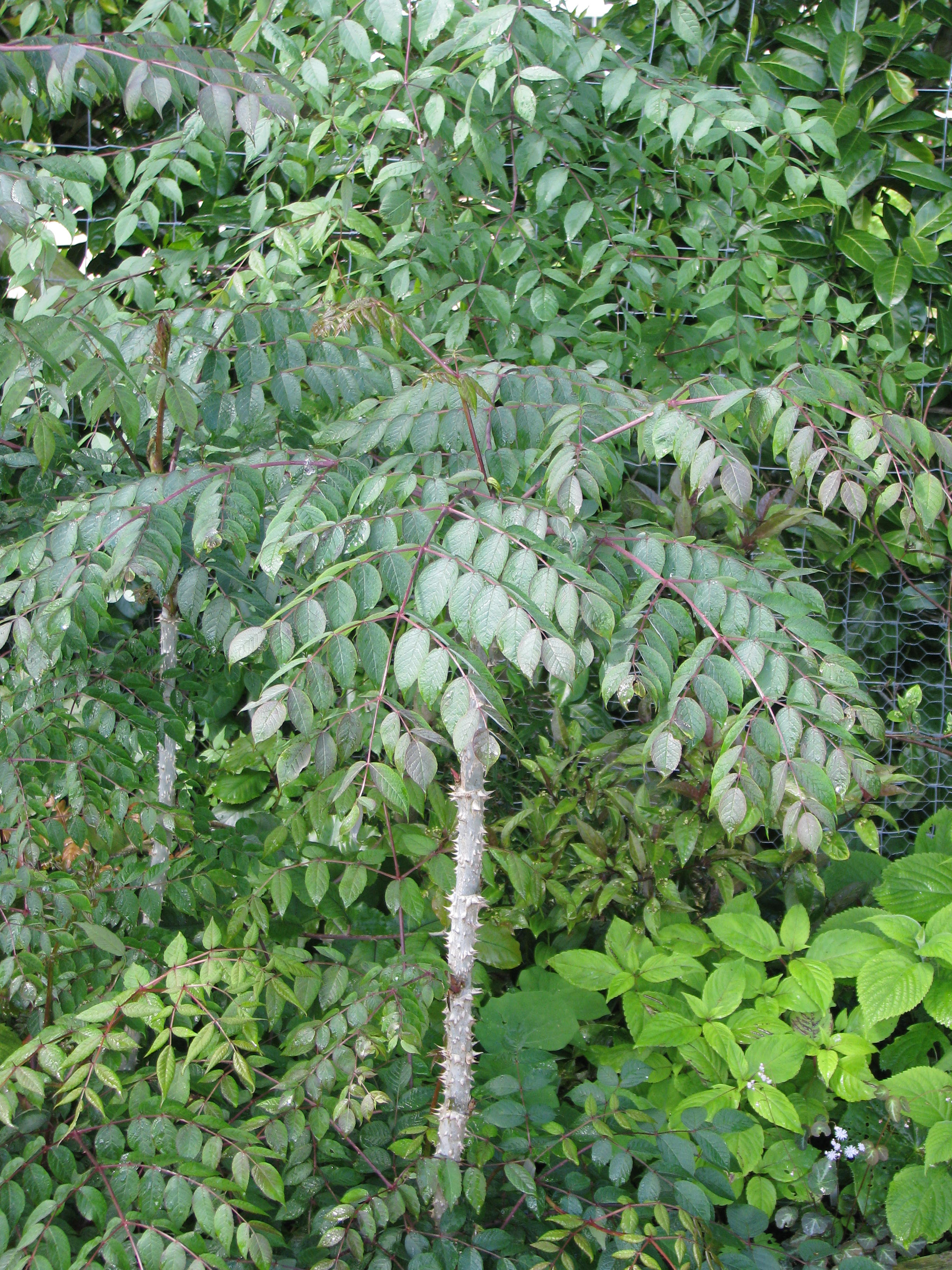
Aralia echinocaulis
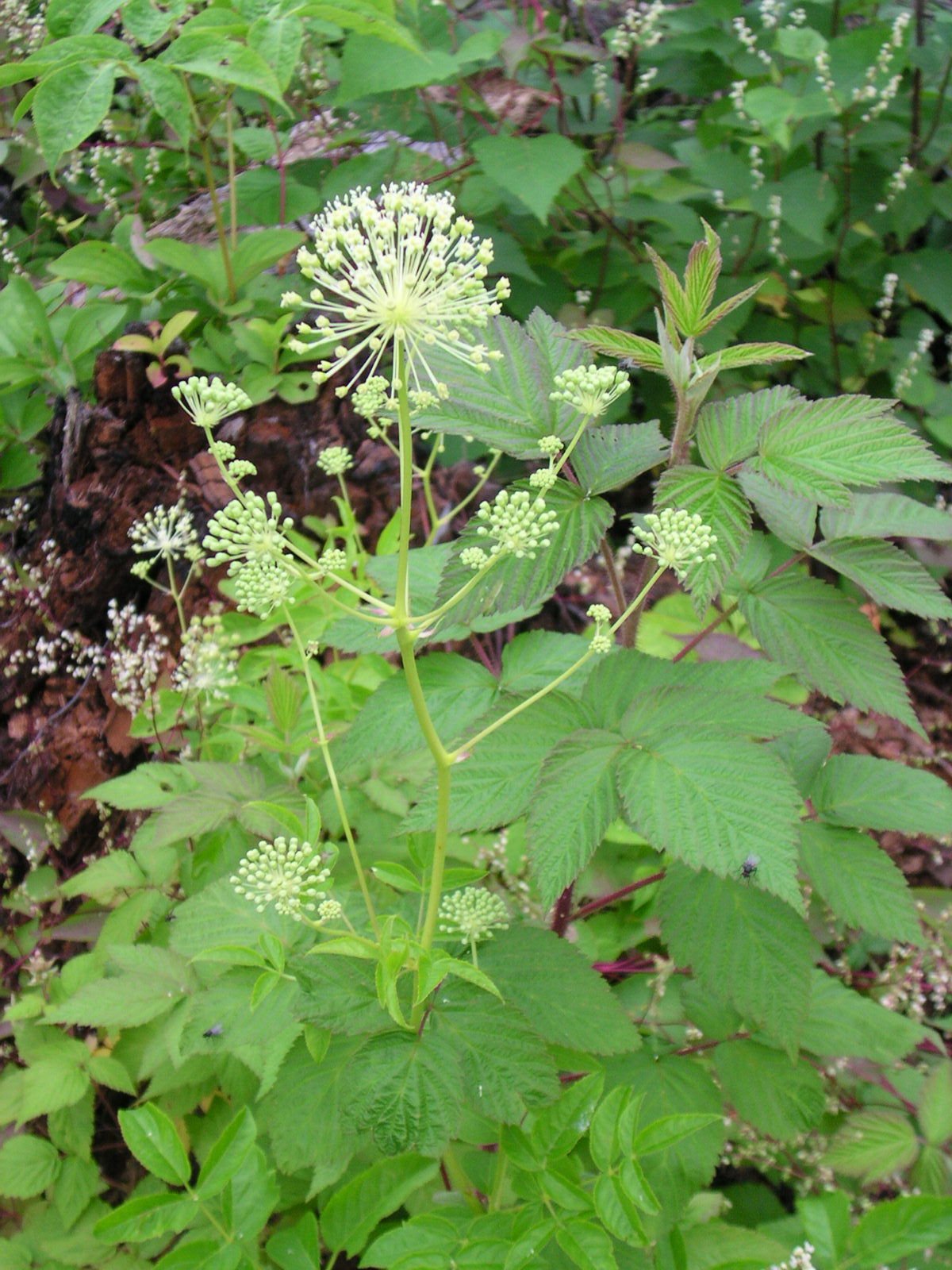
Aralia hispida

## Zástupci
- arálie čínská (Aralia chinensis)
- arálie hroznovitá (Aralia racemosa)
- arálie kalifornská (Aralia californica)
- arálie kontinentální (Aralia continentalis)
- arálie královská (Aralia rex)
- arálie mandžuská (Aralia mandshurica, syn. A. elata var. mandshurica)
- arálie nahá (Aralia nudicaulis)
- arálie ostnitá (Aralia spinosa)
- arálie srdčitá (Aralia cordata)
- arálie šplhavá (Aralia scandens)
- arálie štětinatá (Aralia hispida)
- arálie štíhlá (Aralia elata)[14][15][16]

## Význam a pěstování

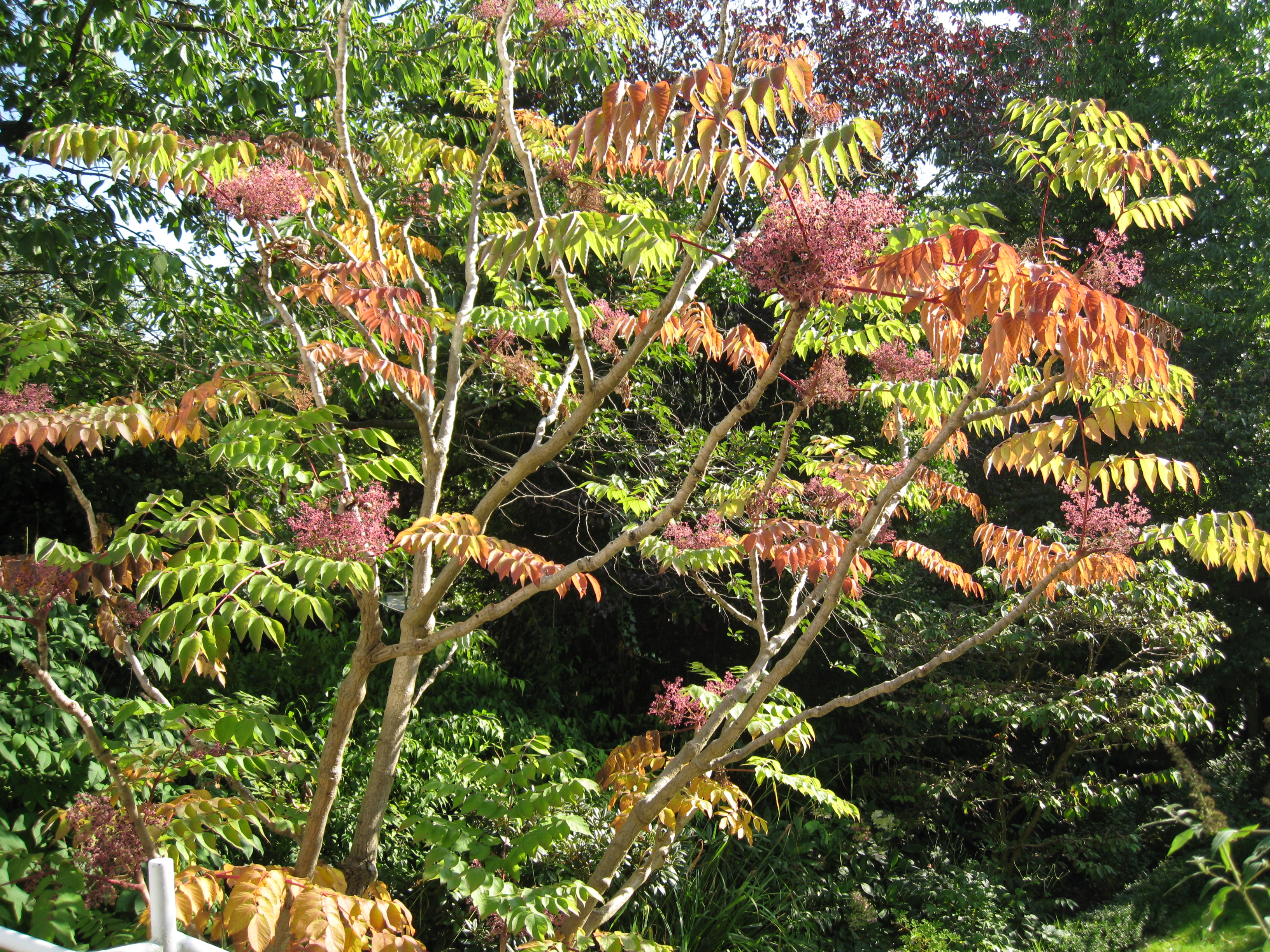
Arálie štíhlá na podzim

Dřevnaté arálie jsou pěstovány jako efektní solitéry s nápadnými, kapradinovitými listy na vrcholu tlustých, řídce větvených, ostnitých stonků, a s rozměrnými vrcholovými květenstvími. Mezi nejčastěji vysazované druhy náleží arálie štíhlá a arálie ostnitá. Oba jsou poměrně zimovzdorné a dorůstají výšky až 4 metrů. Odlišují se mj. dobou květu a ostnitostí stonků. Jsou pěstovány též kultivary arálie štíhlé s efektně panašovanými listy, např. 'Variegata' a 'Aureovariegata'. Pro skupinovou výsadbu se hodí nízká arálie štětinatá. Dřevnaté arálie vyžadují slunné až polostinné, chráněné stanoviště a výživnou, vlhkou, dobře propustnou avšak ne příliš lehkou půdu. V zimě mohou namrzat, dobře však regenerují. Množí se odkopky, podzimními kořenovými řízky nebo podzimním výsevem na stinné místo přímo na záhon. Mladé semenáčky vyžadují ochranu před zimním sluncem. Při jarním výsevu často semena přeléhají nebo vůbec nevyklíčí. Pestrolisté kultivary se roubují na podnož nebo na kořeny arálie štíhlé.
Z bylinných druhů je jako stínomilná trvalka pěstována zejména arálie srdčitá, ceněná pro rozměrné, nápadné listy i hojné okolíky bělavých květů. Pěstují se i některé další druhy. V dostatečně vlhké půdě prospívají i na výsluní. Arálie hroznovitá se může nežádoucím způsobem rozrůstat.
Stromovitá Aralia excelsa je v tropické Americe pěstována jako okrasná rostlina a vysazuje se k zalesňování narušených půd. Dřevo slouží k výrobě beden, tužek, sirek a hraček. Ze dřeva Aralia warmingiana se v Argentině vyrábějí překližky.
Výhony arálie srdčité se používají v japonské kuchyni jako excelentní zelenina a přidávají se do polévek. Rostlina je v Japonsku hojně pěstována v zahradách i na polích. Jedlé jsou i výhony arálie štíhlé a druhu Aralia armata.
Kořeny arálie hroznovité slouží v Severní Americe k výrobě kořenového piva. Menominíové používali kořeny spolu s divokou cibulí, angreštem a cukrem jako potravu.
Celá řada druhů arálií je v Asii i Americe využívána v místní a domorodé medicíně. Z asijských druhů je to zejména arálie srdčitá a arálie štíhlá, ze severoamerických arálie hroznatá, arálie nahá, arálie ostnitá, arálie štětinatá a arálie kalifornská. Preparáty z některých druhů arálií mají adaptogenní účinek. Pomáhají při celkové únavě, depresích a rekonvalescenci po těžkých chorobách. Snižují také hladinu cukru v krvi u diabetiků.
Aralosid A, saponin izolovaný z kůry kořenů arálie štíhlé, působí jako silný inhibitor vzniku lézí při vzniku žaludečního vředu.

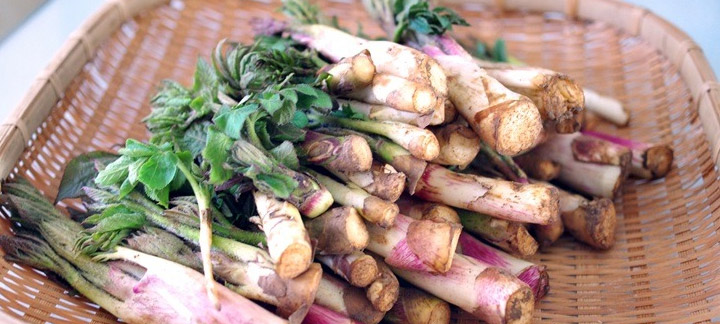
Výhony arálie srdčité
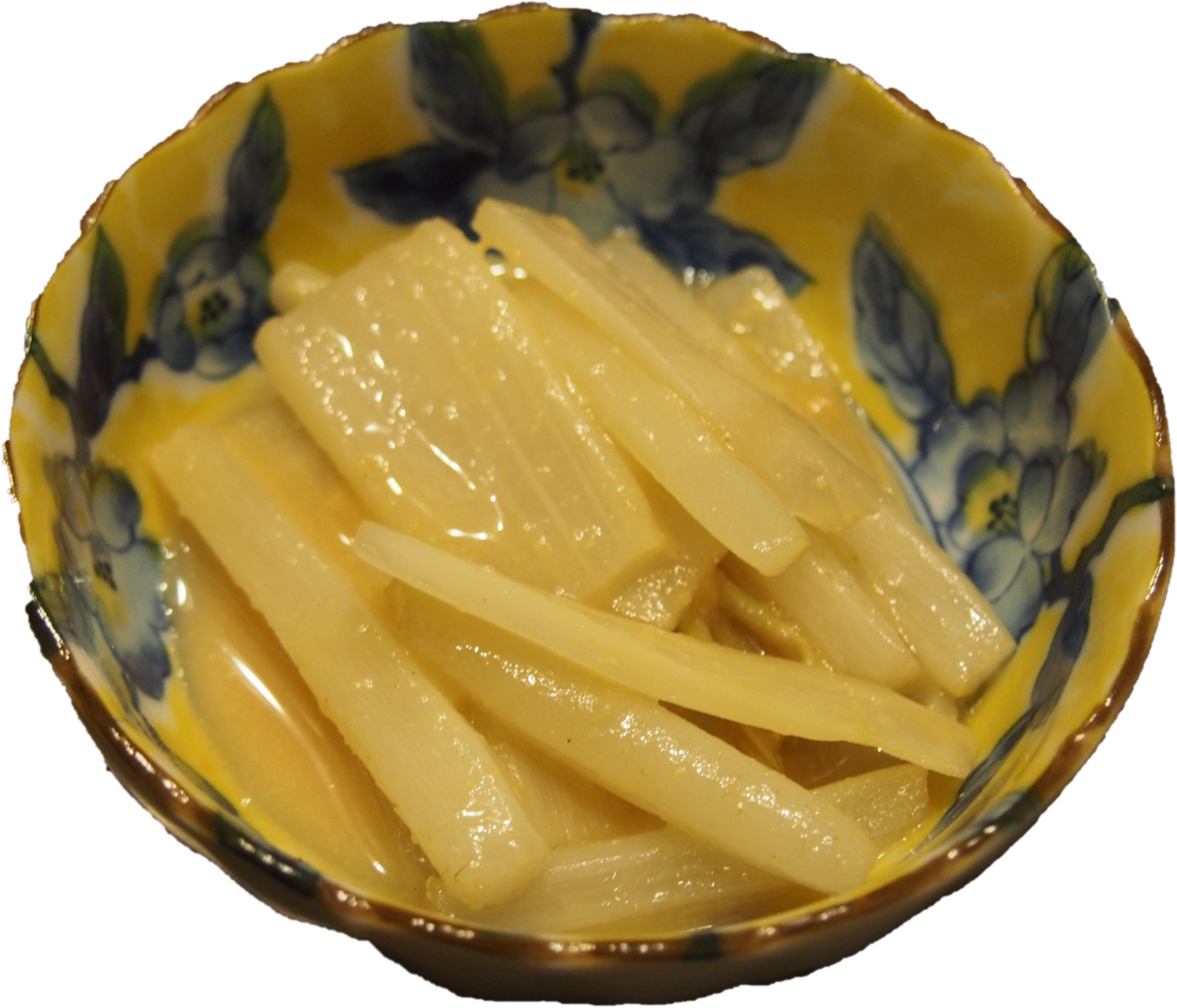
Japonský pokrm z výhonů arálie srdčité
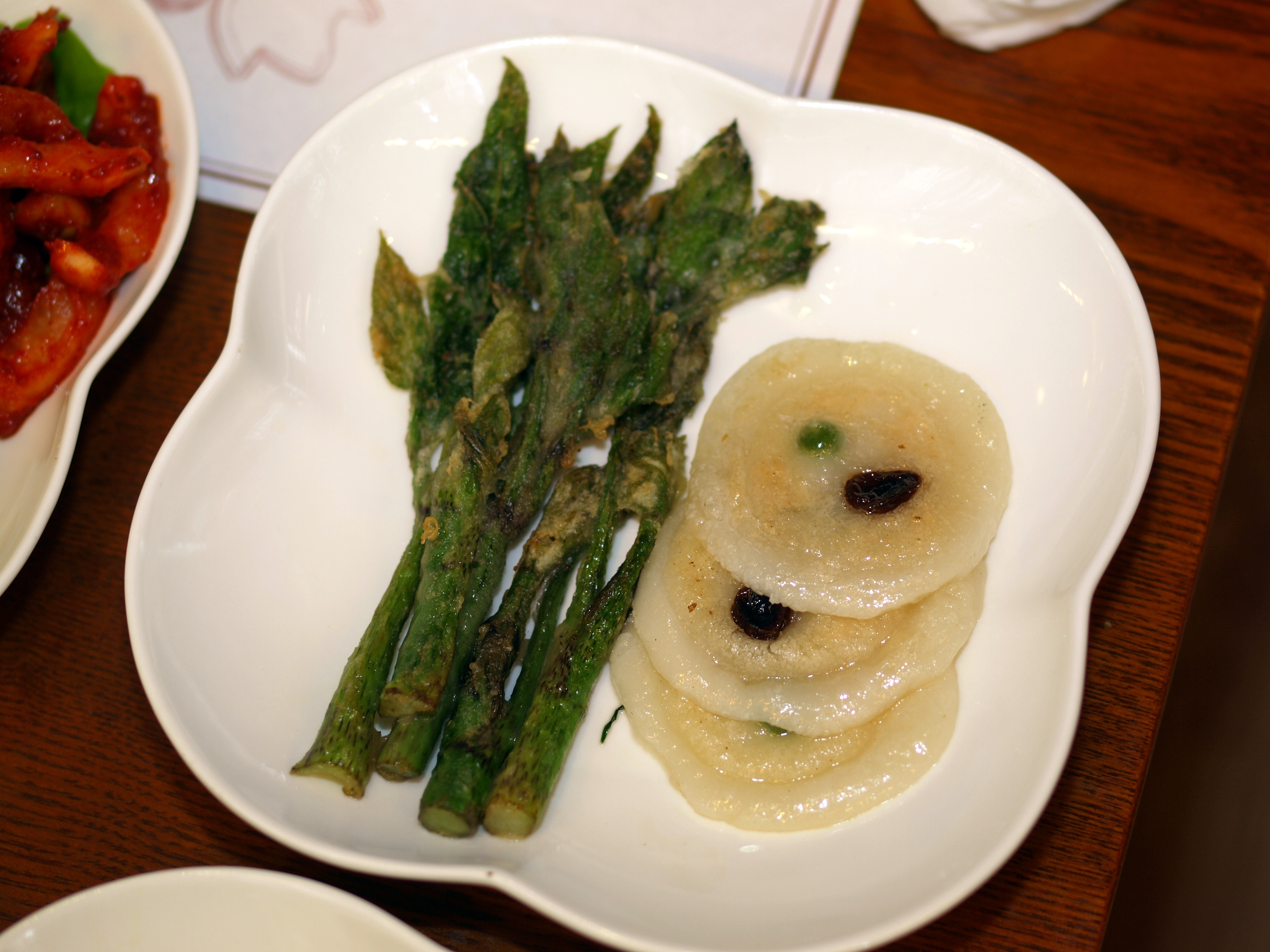
Korejský pokrm s výhony arálie štíhlé